# Řád jugoslávské koruny
Řád Jugoslávské koruny byl jugoslávský řád. Založen byl 5. dubna 1930 jugoslávským králem Alexandrem I. jako všeobecný záslužný řád a byl udělován za vykonané služby státu a královské rodině. Mohl být také udělován cizincům.

## Vzhled řádu
Odznakem je stříbrný pozlacený, bíle smaltovaný kříž zakončený čtyřmi kuličkami na hrotech, jehož ramena mají podobu pětilistého květu. Pod rameny probíhá zelený vavřínový věnec. Horní kulička je o trochu větší než zbývající a je na ní napojen oválný zelený dubový věnec. Kulatý středový medailon je obehnán zlatým provazcem, uprostřed na bílém poli se nachází královská koruna. Na zadní straně je pak zdobná stříbrná korunovaná iniciála zakladatele A, okolo ní se vine datum 3 - X 1929 (3. 10. 1929 – vznik Království Jugoslávie).
Hvězda je zlatá a čtyřcípá s řádovým křížem ve svém středu.
Stuha modrá.

## Dělení
Řád se dělí do pěti tříd:
- velkokříž – stuha, hvězda
- velkodůstojník – u krku, menší hvězda
- komandér – u krku
- důstojník – na prsou
- rytíř – na prsou

## Nositelé
- Princ Tomislav Jugoslávský
- Princ Pavel Jugoslávský
- Alexandr, korunní princ jugoslávský
- Petr II. Jugoslávský
- Princ Alexandr Jugoslávský
- Petar Bojović (1930)
- Princ Ondřej Jugoslávský
- Viktor Alexander
- Nikola Tesla (1931)
- Artur Phleps v rumunské armádě (1933)
- Walter von Brauchitsch před druhou světovou válkou (1939)
- Fedor von Bock před druhou světovou válkou (1939)
- Louis Cukela (1888–1956)
- Dominik Mandić
- Milutin Milanković[1]
- Sepp Janko
- Aleksandar Lazarević
- Stewart Menzies[1]
- Geoffrey Fisher[1]